# Лутации
Лута́ции (лат. Lutatii) — древнеримский плебейский род. Известные представители:
- Гай Лутаций Катул (Gaius Lutatius Catulus)
- Квинт Лутаций Катул (Quintus Lutatius Catulus, 150-87 годы до н. э.)

- Его сын Квинт Лутаций Катул Капитолийский (123-61 годы до н. э.) — изящный оратор и образованный человек, был консулом в 78 году до н. э., когда умер Сулла, и держал сторону оптиматов. В 70 году до н. э. участвовал как судья в процессе Верреса. Политическая карьера его была не особенно удачна: его соперники Помпей и Цезарь всегда одолевали его или оставляли позади.